# Villemoiron-en-Othe
Villemoiron-en-Othe település Franciaországban, Aube megyében. Lakosainak száma 204 fő (2022. január 1.). Villemoiron-en-Othe Chennegy, Estissac, Saint-Mards-en-Othe és Aix-Villemaur-Pâlis községekkel határos.

## Népesség
A település népessége az elmúlt években az alábbi módon változott:
| Lakosok száma | 180  | 135  | 178  | 219  | 217  | 205  | 198  | 204  | 207  | 204  |
|               | 1968 | 1982 | 1990 | 2006 | 2013 | 2015 | 2017 | 2019 | 2020 | 2022 |